# Lærke
Lærke ist ein weiblicher Vorname, sowie Familienname.

## Herkunft und Bedeutung
Lærke kommt aus dem Dänischen und bedeutet „Lerche“.

## Varianten
- Lerke[1]
- Lärka (schwedisch)[1]

## Namensträgerinnen
- Lærke Møller (* 1989), dänische Handballspielerin

### Familienname
- Emil Lærke (* 1999), dänischer Handballspieler
- Frederikke Lærke (* 1995), dänische Handballspielerin
- Thomas Lærke (* 1991), dänischer Basketballspieler

## Verbreitung
Der Name Lærke erfreut sich in Dänemark einer großen und steigenden Beliebtheit. Im Jahr 2009 wurden 1,5 % aller neugeborenen Mädchen Lærke genannt; der Name ist im ersten Halbjahr 2010 auf Platz 11 der dänischen Vornamenhitliste zu finden.